# Očnice
Očnice, neboli dutina očnicová či orbita, je kostěný prostor lebky vyplněný oční koulí (bulbus oculi), okolním tukovým vazivem (corpus adiposum orbitae), slznou žlázou (glandula lacrimalis) a slzovodem (ductus lacrimalis), okohybnými svaly (musculi bulbi), cévami a nervy.

## Klinicko-anatomický popis

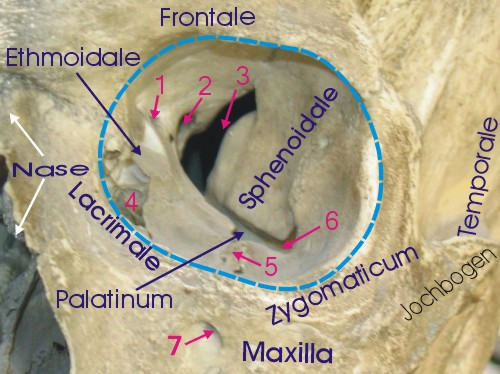
Kosti a útvary levé očnice: 1 – foramen ethmoidale, 2 – canalis opticus, 3 – fissura orbitalis superior, 4 – fossa sacci lacrimalis, 5 – sulcus infraorbitalis, 6 – fissura orbitalis inferior, 7 – foramen infraorbitale

Část očnice tvořená srostlými kostmi představuje „kostěnou očnici“, všechny další struktury nacházející se v dutině jsou označovány za „měkkou očnici“.
Kostěná očnice, jejíž podklad tvoří sedm kostí, vytváří mechanickou ochranu oční koule. Zpředu pak tuto roli plní víčko. Vzhledem k tomu, že osy obou orbit mají divergentní – rozbíhavý směr, na rozdíl od os očních koulí při přímém pohledu, dochází mezi oběma osami ke vzniku úhlu o velikosti 22,5 stupně. Objem jedné orbitální dutiny činí přibližně 25 ml a její hloubka (vzdálenost báze k apexu) představuje 45 mm.
Měkká očnice končí vpředu víčkem a před oční koulí ji vymezuje blána – Tenonova fascie, která vytváří fyziologické podmínky pro volný pohyb oční koule do všech směrů.
Prostory očnice
- subperiostální prostor (subperiorbitální) – představuje virtuální prostor vně periorbity,
- subtenonský prostor – představuje virtuální prostor mezi oční koulí a Tenonovou fascií
  - virtuální prostory jsou klinicky významné až při patologických procesech, kdy se v nich hromadí výpotek, krev, atd.,
- retrobulbární prostor – obsahuje tukovou tkáň s jemnými vazivovými přepážkami, které jsou na některých místech zesíleny do proužků tvořících závěsný aparát bulbů,
  - extrakonální prostor (periferní orbitální) – část retrobulbárního prostoru, obsahuje nervy a cévy pro slznou žlázu, vlákna inervující horní víčko a poloviny čela,
  - intrakonální prostor (centrální orbitální) – část retrobulbárního prostoru, náplní je zrakový nerv a další struktury podílející se na jeho zásobení, zásobení oční koule a svalů.[1]

## Anatomie

### Stěny očnice

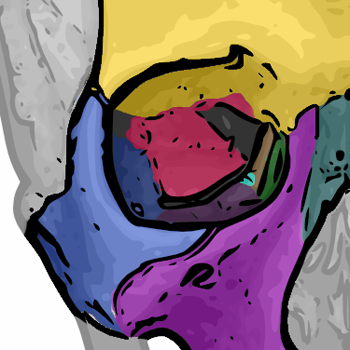
Sedm srostlých kostí tvoří kostěnou očnici:
červená – os sphenoidale
světle modrá – os palatinum
růžovo-fialová – maxilla
modrá – os zygomaticum
žlutá – os frontale
zelená – os lacrimale
hnědá – os ethmoidale
šedo-zelená – os nasale (není součástí orbity)

Prostor orbity má tvar čtyřboké pyramidy, jejíž základnu tvoří vpředu situovaný vchod očnice (auditus orbitae). Stěny se spojují ve vrcholu očnice (apex orbitae). Lze tak vymezit čtyři stěny: mediální, horní, laterální a dolní.

#### Mediální stěna – lamina papyracea
- leží v sagitální rovině, pravá a levá mediální stěna jsou rovnoběžné. Obsahuje fossa sacci lacrimalis, canalis nasolacrimalis, foramen ethmoidale anterius, foramen ethmoidale posterius,
- zepředu dozadu (ventrodorsálně) ji tvoří processus frontalis maxillae, os lacrimale, lamina orbitalis ossis ethmoidalis, ala minor ossis sphenoidalis,
- představuje nejtenčí očnicovou stěnu označovanou jako lamina papyracea.[1]

#### Horní stěna
- leží v přední části horní stěny, kterou tvoří čelní kost, od středu směrem zevně (mediolaterálně) se v ní nacházejí jamka fovea trochlearis a jáma fossa glandulae lacrimalis,
- zepředu dozadu ji tvoří pars orbitalis ossis frontalis, ala minor ossis sphenoidalis.

#### Laterální stěna
- obsahuje otvor foramen zygomaticoorbitale,
- zepředu dozadu ji tvoří os zygomaticum, ala major ossis sphenoidalis.

#### Dolní stěna
- obsahuje následující struktury a otvory: sulcus et canalis infraorbitalis, fissura orbitalis superior a fissura orbitalis inferior,
- zepředu dozadu ji tvoří os zygomaticum, corpus maxillae, processus orbitalis ossis palatini.

### Vztahy očnice k okolí a průchody
Topograficky očnice sousedí:
- mediálně, směrem do středu, s dutinou nosní a sinus ethmoidales čichové kosti,
- kraniálně, směrem nahoru, s přední lebeční jámou a sinus frontalis, které jsou částí čelní kosti.
- laterálně, směrem zevně, s fossa temporalis,
- kaudálně, směrem dolů, se sinus maxillaris.

### Komunikace a průchozí struktury

#### Vrchol

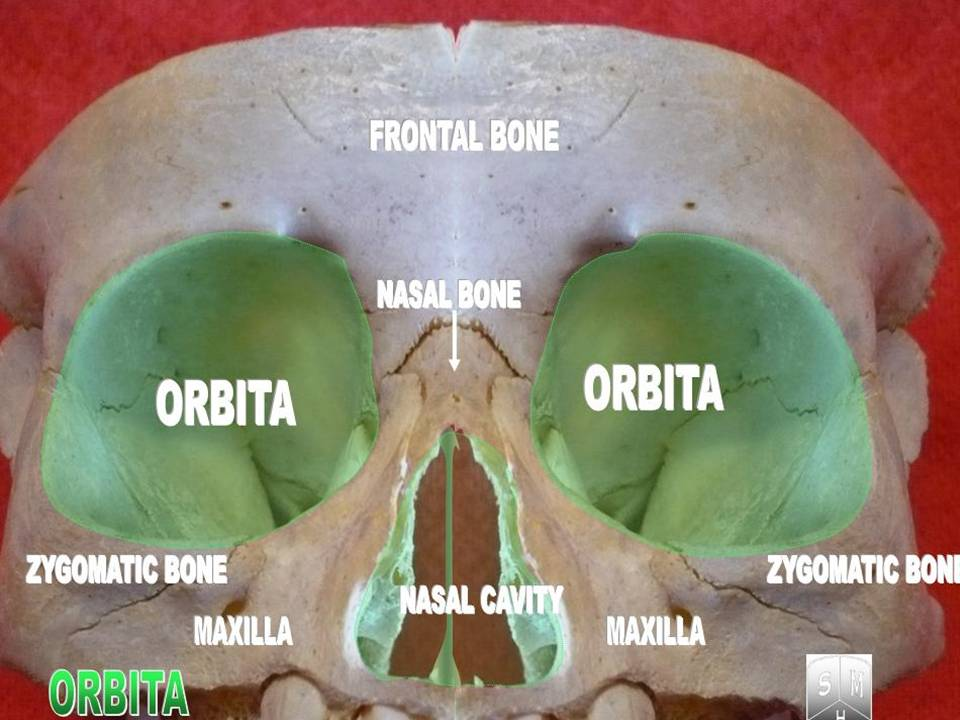
Obě orbity a okolní struktury

Vrcholem očnice (apex orbitae) prochází canalis opticus, který obsahuje zrakový nerv (n. opticus) a tepnu a. opthalmica.

#### Mediální stěna
Mediální stěna obsahuje:
- kanál – canalis nasolacrimalis, jímž prochází ductus nasolacrimalis,
- otvor – foramen ethmoidale anterius, jímž prochází n. ethmoidalis anterius, který odpovídá za somatosenzitivní inervaci části nosní sliznice; dále v otvoru probíhají čichové cévy vasa ethmoidalia anteriora,
- otvor – foramen ethmoidale posterius, jímž prochází n. ethmoidalis posterius, který odpovídá za somatosenzitivní inervaci části nosní sliznice; dále v otvoru probíhají čichové cévy vasa ethmoidalia posteriora.

#### Laterální stěna
Laterální stěna obsahuje:
- otvor – foramen zygoamticoorbitale, jímž prochází n. zygomaticus, který po opuštění orbity se větví v lícní kosti na n. zygomaticofacialis pro senzitivní inervaci kůže nad lícní kostí a n. zygomaticotemporalis pro senzitivní inervaci kůže přední spánkové krajiny a části čelní krajiny.

#### Dolní stěna
Dolní stěna obsahuje:
- kanál – canalis infraorbitalis, jímž prochází n. infraorbitalis, který se v průběhu kanálkem větví,
- štěrbina – fissura orbitalis superior, která komunikuje se střední lebeční dutinou,
  - mediolaterálně (od středu zevně) štěrbinou procházejí n. oculomotorius, n. nasociliaris, n. abducens, n. trochlearis, n. frontalis, v. opthalmica superior, n. lacrimalis,
- štěrbinu – fissura orbitalis inferior, která komunikuje s jámami fossa pterygopalatina a fossa infratemporalis,
  - štěrbinou procházejí n. zygomaticus (vstupuje zde do orbity, kterou opouští skrze foramen zygomaticoorbitale), n. infraorbitalis, a. infraorbitalis, v. opthalmica inferior.